# Виктор (имя)
Ви́ктор — мужское русское личное имя латинского происхождения, происходит от лат. Victor («победитель»). В древнеримской мифологии Victor — эпитет богов Юпитера и Марса. В эпоху становления христианства имя стало популярным у ранних последователей новой религии; оно связывалось с победой Христа над смертью и грехом.
Старые календарные формы имени: Викторий, Виктурий.

## Именины
Православные (даты даны по григорианскому календарю):
- 21 января, 30 января
- 8 февраля, 13 февраля
- 3 марта, 7 марта, 23 марта, 30 марта
- 2 апреля, 28 апреля
- 1 мая, 2 мая
- 1 июня, 20 июня, 28 июня
- 1 июля, 19 июля
- 2 сентября, 8 сентября, 15 сентября, 24 сентября, 29 сентября
- 10 октября, 21 октября
- 11 ноября, 19 ноября, 22 ноября, 24 ноября, 27 ноября, 29 ноября
- 8 декабря, 31 декабря

Католические:
- 22 января, 8 мая, 21 июля, 28 июля, 10 октября, 2 ноября, 7 декабря

## Комментарии
1. ↑  То есть встречавшиеся в святцах до середины XIX века.